# Obus arenosus
Obus arenosus är en insektsart som beskrevs av Navás 1912. Obus arenosus ingår i släktet Obus och familjen myrlejonsländor. Inga underarter finns listade i Catalogue of Life.